# Aristida stipoides
Aristida stipoides és una espècie de planta gramínia que és planta nativa del Sahel africà i està estesa també per Kenya i Tanzània.

## Descripció
Planta ruderal aprofitada com farratgera anual de 90–150 cm d'alt, glabre excepte en les aurícules. Fulles planes o involutes de fins 45 cm de llargada i 4 mm d'amplada. Panícula de fins 50 cm de llargada.